# Фомченков, Прокофий Семёнович
Проко́фий Семёнович Фо́мченков (1764, Смоленск — 1828, Ардатов) — российский архитектор и землемер.

## Биография
Родился в Смоленске в семье солдата местного гарнизона. С 1777 года проходил обучение в смоленской землемерной команде. С 1782 (по другим данным — с 1792 года) служил землемером в Оренбурге. В 1802 году назначен уездным землемером в город Ардатов Нижегородской губернии. С 1804 по 1805 годы участвовал в уточнении плана этого города, разработал несколько проектов частных домов и государственных зданий. В 1814 году разработал проект фасада питейного заведения для Велетьминского железоплавильного завода на основе образцового плана. В 1826 году после пожара Ардатова разработал новый план города, включавший в себя новую конфигурацию соборной площади. Скончался в Ардатове в 1828 году.